# Мехді Букамір
Мехді Букамір (араб. مهدي بوقامير, фр. Mehdi Boukamir, нар. 26 січня 2004, Жемеп-сюр-Самбр) — бельгійський і марокканський футболіст, захисник клубу «Шарлеруа».
Виступав за молодіжну збірну Марокко.

## Клубна кар'єра
Народився 26 січня 2004 року в місті Жемеп-сюр-Самбр. Вихованець місцевої дитячої команди «Еспуар Жемеп», звідки 2013 року перебрався до академії «Шарлеруа».
У дорослому футболі дебютував 2022 року виступами за головну команду останнього клубу.

## Виступи за збірні
2021 року дебютував у складі юнацької збірної Бельгії (U-18), загалом на юнацькому рівні взяв участь у 10 іграх.
З 2023 року залучається до складу молодіжної збірної Марокко. На молодіжному рівні зіграв у 4 офіційних матчах.

## Статистика виступів

### Статистика клубних виступів
Станом на 24 липня 2024
| Сезон             | Команда           | Чемпіонат         | Чемпіонат | Чемпіонат | Національний кубок | Національний кубок | Національний кубок | Континентальні кубки | Континентальні кубки | Континентальні кубки | Інші змагання | Інші змагання | Інші змагання | Усього | Усього | Усього |
| Сезон             | Команда           | Ліга              | Ігор      | Голів     | Ліга               | Ігор               | Голів              | Ліга                 | Ігор                 | Голів                | Ліга          | Ігор          | Голів         | Ігор   | Голів  |        |
| ----------------- | ----------------- | ----------------- | --------- | --------- | ------------------ | ------------------ | ------------------ | -------------------- | -------------------- | -------------------- | ------------- | ------------- | ------------- | ------ | ------ | ------ |
| 2022–23           | «Шарлеруа»        | Д1                | 10        | 0         | КБ                 | 0                  | 0                  |                      | -                    | -                    |               | -             | -             | 10     | 0      |        |
| 2023–24           | «Шарлеруа»        | Д1                | 12        | 0         | КБ                 | 2                  | 0                  |                      | -                    | -                    |               | -             | -             | 14     | 0      |        |
| Усього за кар'єру | Усього за кар'єру | Усього за кар'єру | 22        | 0         |                    | 2                  | 0                  |                      | -                    | -                    |               | -             | -             | 24     | 0      |        |

## Титули і досягнення
- Чемпіон Кіпру (1):

«Пафос»: 2024-25